# Novale
Novale település Franciaországban, Haute-Corse megyében. Lakosainak száma 58 fő (2022. január 1.). Novale Moïta, Ortale, Perelli, Piazzali és Pietra-di-Verde községekkel határos.

## Népesség
A település népességének változása:
| Lakosok száma | 96   | 89   | 68   | 53   | 56   | 59   | 62   | 64   | 62   | 58   |
|               | 1968 | 1982 | 1990 | 2006 | 2013 | 2015 | 2017 | 2019 | 2020 | 2022 |